# اس‌تی‌اس-۶۲
اس‌تی‌اس-۶۲ (انگلیسی: STS-62) یکی از ماموریت‌های برنامه شاتل‌های فضایی بود که در تاریخ ۴ مارس ۱۹۹۴ از پایگاه فضایی کندی به فضا پرتاب شد. این مأموریت حدوداً ۱۴ روزه توسط شاتل کلمبیا انجام گرفت و طی آن شاتل فضایی حامل دو ماژول تحقیقاتی به نام‌های USMP-02 و OAST-2 بود.